# Jakub Piotrowski
Jakub Piotrowski, född 4 oktober 1997 i Toruń, är en polsk fotbollsspelare som spelar för Ludogorets Razgrad och Polens herrlandslag i fotboll, där han är med i truppen vid fotbolls-EM 2024.